# Pukë distrikt
Pukas distrikt (albanska: Rrethi i Pukës) var ett av Albaniens 36 distrikt.  Det hade ett invånarantal på 34 000 och en area av 1,034 km². Det låg i prefekturen Qarku i Shkodrës, i den norra delen av landet, 90 km norr om huvudstaden Tirana. Centralort var Puka och en annan stad i distriktet var Fushë-Arrëzi.